# حفل توزيع جوائز الأوسكار السادس والثلاثون
حفل توزيع جوائز الأوسكار السادس والثلاثون (بالإنجليزية: 36th Academy Awards)‏ هو حدث نظمته أكاديمية فنون وعلوم الصور المتحركة لتكريم أفضل الأفلام لسنة 1963. أقيم الحفل بتاريخ 13 أبريل، 1964 في قاعة عرض سانتا مونيكا المدنية في سانتا مونيكا، كاليفورنيا. قامت شبكة هيئة الإذاعة الأمريكية ببثّ الحفل، وقدّمه جاك ليمون. في هذه الدورة، فاز فيلم توم جونز بجائزة أفضل فيلم، وحاز الممثّل سيدني بواتييه على جائزة أفضل ممثّل، ونالت الممثلة باتريسيا نيل جائزة أفضل ممثّلةٍ، وكانت جائزة الأوسكار لأفضل مخرج من نصيب المخرج توني ريتشاردسون.
أكثر الأفلام ترشيحاً للحصول على جوائز كان فيلم توم جونز حيث تلقّى 10 ترشيحات، بينما أكثرها فوزاً كان فيلم كليوباترا وتوم جونز حيث فاز كلٌّ منهما بـ 4 جوائز.

## الجوائز
- جائزة أفضل فيلم:

توم جونز
- جائزة أفضل مخرج:

توني ريتشاردسون
- جائزة أفضل ممثّل:

سيدني بواتييه
- جائزة أفضل ممثّلة:

باتريسيا نيل
- جائزة أفضل ممثّل مساعد:

ميلفين دوغلاس
- جائزة أفضل ممثّلة مساعدة:

مارغريت روثرفورد
- جائزة أفضل سيناريو مقتبس:

توم جونز
- جائزة أفضل موسيقى تصويريّة:

إيرما لا دوس وتوم جونز
- جائزة أفضل تأثيرات بصريّة:

كليوباترا
- جائزة أفضل خلط أصوات:

كيف غُلب الغرب

## وصلات خارجية
- حفل توزيع جوائز الأوسكار السادس والثلاثون على موقع IMDb (الإنجليزية)
- حفل توزيع جوائز الأوسكار السادس والثلاثون على موقع ميوزك برينز (الإنجليزية)
- الموقع الرسمي لجوائز الأكاديمية.
- الموقع الرسمي لأكاديمية فنون وعلوم الصور المتحركة.
- قناة جوائز الأوسكار على موقع يوتيوب (تُديره أكاديمية فنون وعلوم الصور المتحركة).
- مقتطفات فيديو من أكاديمية فنون وعلوم الصور المتحركة.